# 青竿竹
青竿竹（学名：[Bambusa tuldoides] 错误：{{Lang}}：文本有斜体标记（帮助））为禾本科簕竹属下的一个种。

## 外部連結
- 竹茹 Zhu Ru （页面存档备份，存于） 中藥標本數據庫 (香港浸會大學中醫藥學院) （繁體中文）（英文）

## 扩展阅读
- 維基物種上的相關：青竿竹